# Oberammergau
Oberammergau je obec v zemském okrese Garmisch-Partenkirchen ve spolkové zemi Bavorsko v Německu. V obci žije přibližně 5 300 obyvatel. Rozloha obce pak činí 30,06 km2. Obec je proslulá svými pašijovými hrami. Také se zde nachází výcvikové středisko NATO.

## Historie

### Rané dějiny
Podle kronik z let 1854 až 1883 je o keltském a římském osídlení známo jen málo. Christianizaci v oblasti provedl mnich Thosso, společník svatého Magnuse.

### Středověk
Na konci 9. století se v obci usadil Ethiko, člen rodu Guelfů, a založil zde klášter. Ve dvanáctém století hrad přešel do majetku Štaufů, konkrétně Fridricha Barbarossy. Roku 1269 pak přešel na Ludvíka z Wittelsbachu. V rodu Wittelsbachů pak sídlo zůstalo až do roku 1918.

### Novověk a moderní dějiny
Oberammergau bylo součástí münsterlandského panského dvora Ettal a až do roku 1803 mělo vlastní soudu. V roce 1818 (po Vídeňském kongresu) byla v rámci správních reforem v Bavorském království vytvořena současná obec, která začala spadat pod okresní soud Schongau.
V roce 1938 se obec stala základnou wehrmachtu. Byly zde umístěny především horské, zpravodajské a zdravotnické jednotky.

#### Druhá světová válka
Během druhé světové války byl jihovýchodně od obce v bývalých kasárnách horských stíhaček Hötzendorf od října 1943 provozován velký zkušební a výrobní závod pro stíhací letouny firmy Messerschmitt AG ("Oberbayerische Forschungsanstalt"). Pod dohledem jednotek SS Hanse Kammlera, který byl zároveň "zvláštním zástupcem říšského vůdce SS pro program A4", měli nuceně nasazení dělníci vybudovat v hoře Laber podzemní továrnu pod maskovacím názvem "Cerusit" pro podzemní přemístění německého zbrojního průmyslu a jako součást alpské pevnosti. Za tímto účelem byly ve skále vytesány tunely a jeskyně. V polovině dubna 1945 SS evakuovaly z Bad Sachs asi 450 zaměstnanců programu A4 armádní výzkumné stanice Peenemünde a pod přísnou ostrahou je ubytovaly v Oberammergau, včetně Waltera Dornbergera a Wernhera von Brauna. Dne 29. dubna 1945 v ranních hodinách bylo Oberammergau po krátkém období tvrdého odporu horských jednotek osvobozeno americkými vojsky.

## Turismus
Město navštěvuje nejvíce turistů v období konání pašijových her. V ostatní době je obec častým výchozím bodem v oblasti Garmisch-Partenkirchen.

## Pašijové hry
Obec Oberammergau je proslulá svými pašijovými hrami které se konají každých deset let ve speciálním divadle. Hry vznikly jako dík Bohu za ochranu před morem roku 1634.